# 중국화물항공
중국화물항공(중국어: 中国货运航空公司, 병음: zhōngguó huòyùn hángkōng gōngsī, 영어: China Cargo Airlines)은 중화인민공화국의 화물 항공사로 총 21개 노선을 취항하고 있다. 본사는 중화인민공화국 상하이에 위치해 있다. 또한 사용하고 있는 허브 공항으로 상하이 푸둥 국제공항이 있으며 계열사는 중국동방항공이 있다.

## 역사
1998년 7월 30일에 설립해 1998년 10월 취항하기 시작했다. 설립 당시 중국동방항공과 중국해양해운이 지분을 참여했다. 초기에는 중국동방항공 카고였으나 2004년 현재의 사명으로 변경되었다. 자사의 모회사인 중국동방항공의 화물 항공사로 더 많은 자본을 투입하는 합의에 도달했다. 지분을 조정 하면서 중국해양해운의 점유율은 17% 감소되고 싱가포르의 화물 항공사인 싱가포르 항공 카고와 중화민국의 항공사인 에바 항공이 항공사의 16% 지분을 인수했다. 2011년에 상하이 항공 카고와 만리장성항공을 합병 하면서 현재에 이르고 있으며 2013년 6월에 항공 동맹인 스카이팀 카고에 가입했다.

## 운항 노선
- 2015년 8월 현재 중국화물항공은 다음과 같은 노선을 취항하고 있다.

## 보유 기종
- 2019년 10월 기준으로 중국화물항공은 다음과 같이 보유하고 있다.[5]

## 사진

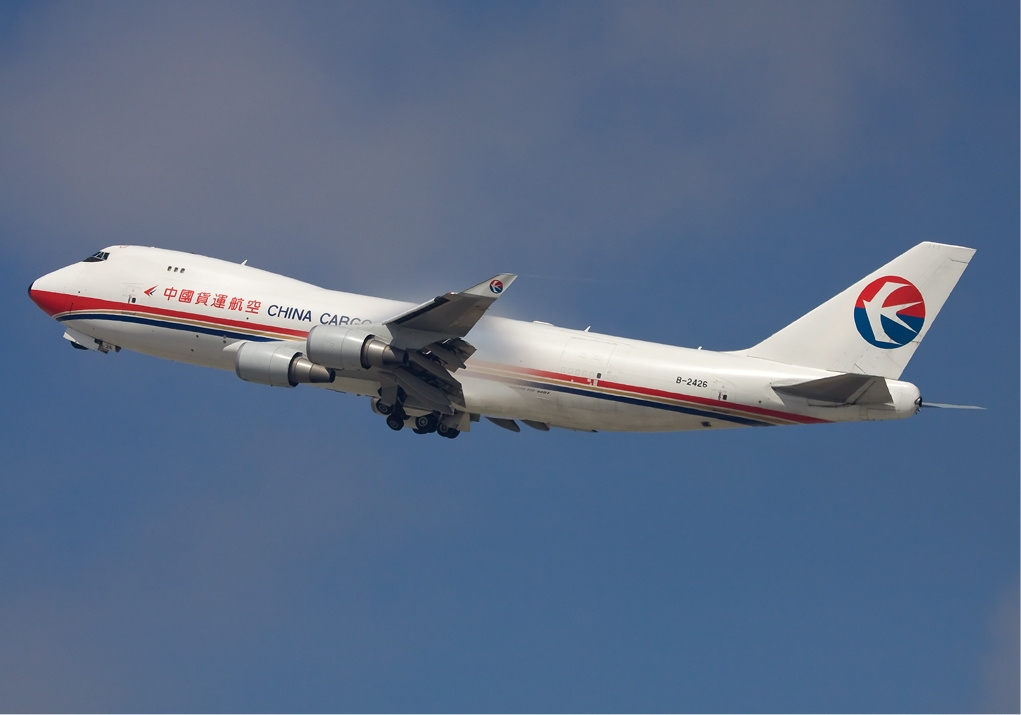
중국화물항공의 보잉 747-400F
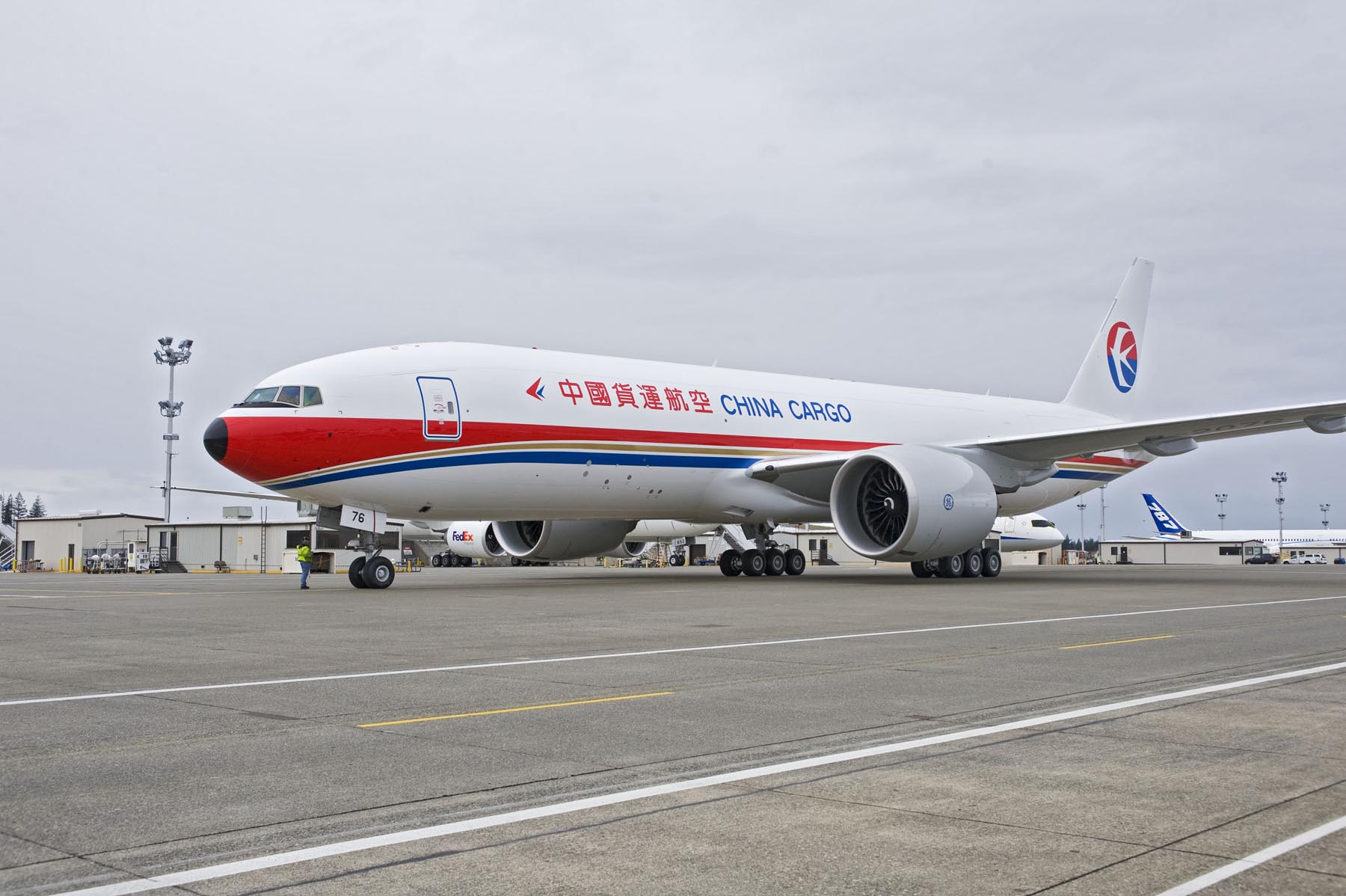
중국화물항공의 보잉 777F
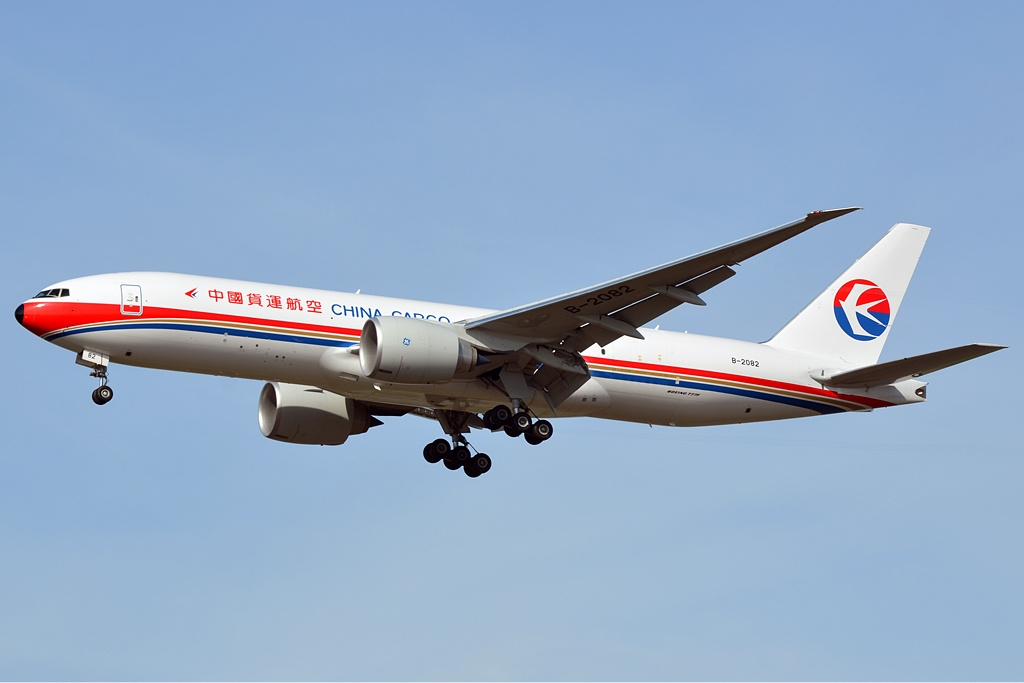
중국화물항공의 보잉 777F
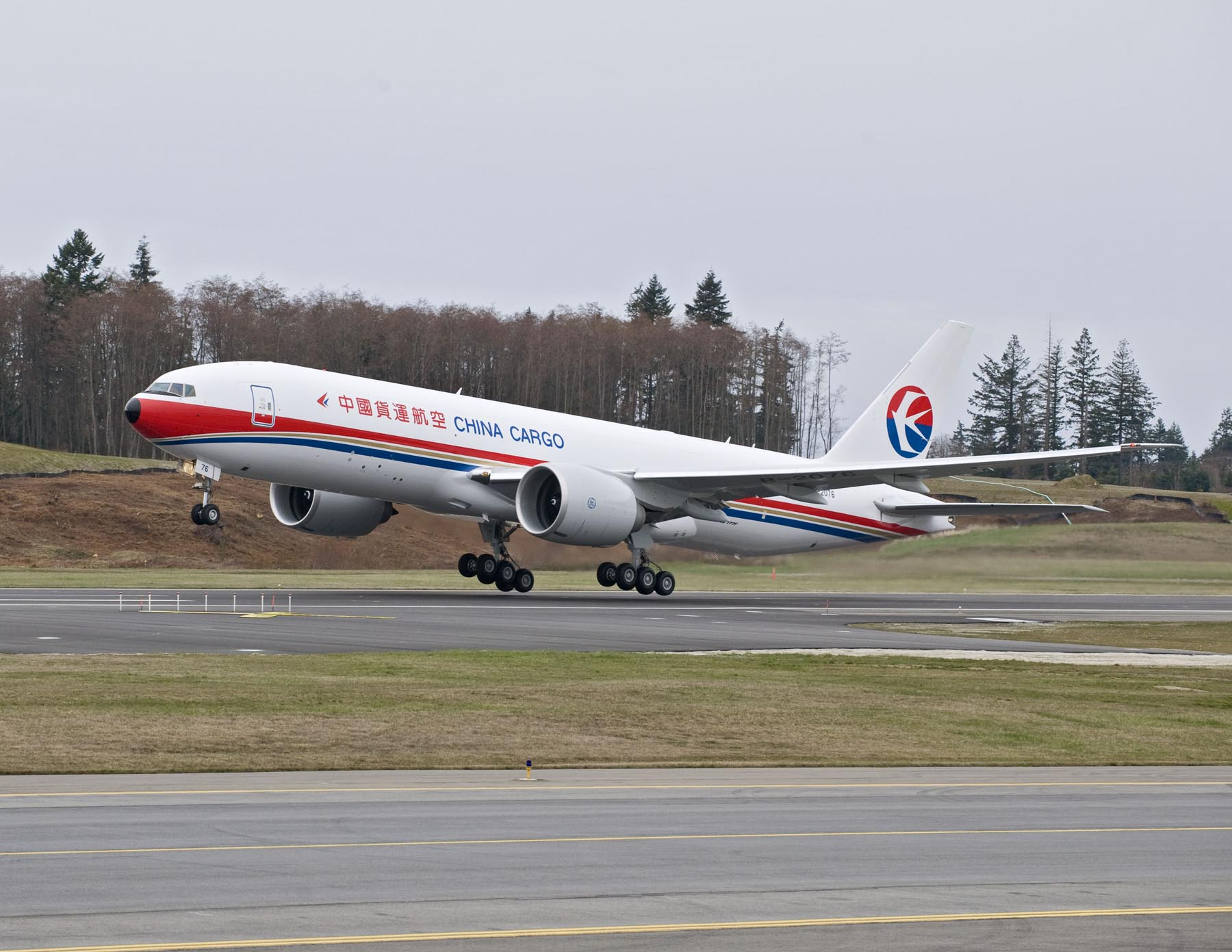
중국화물항공의 보잉 777F
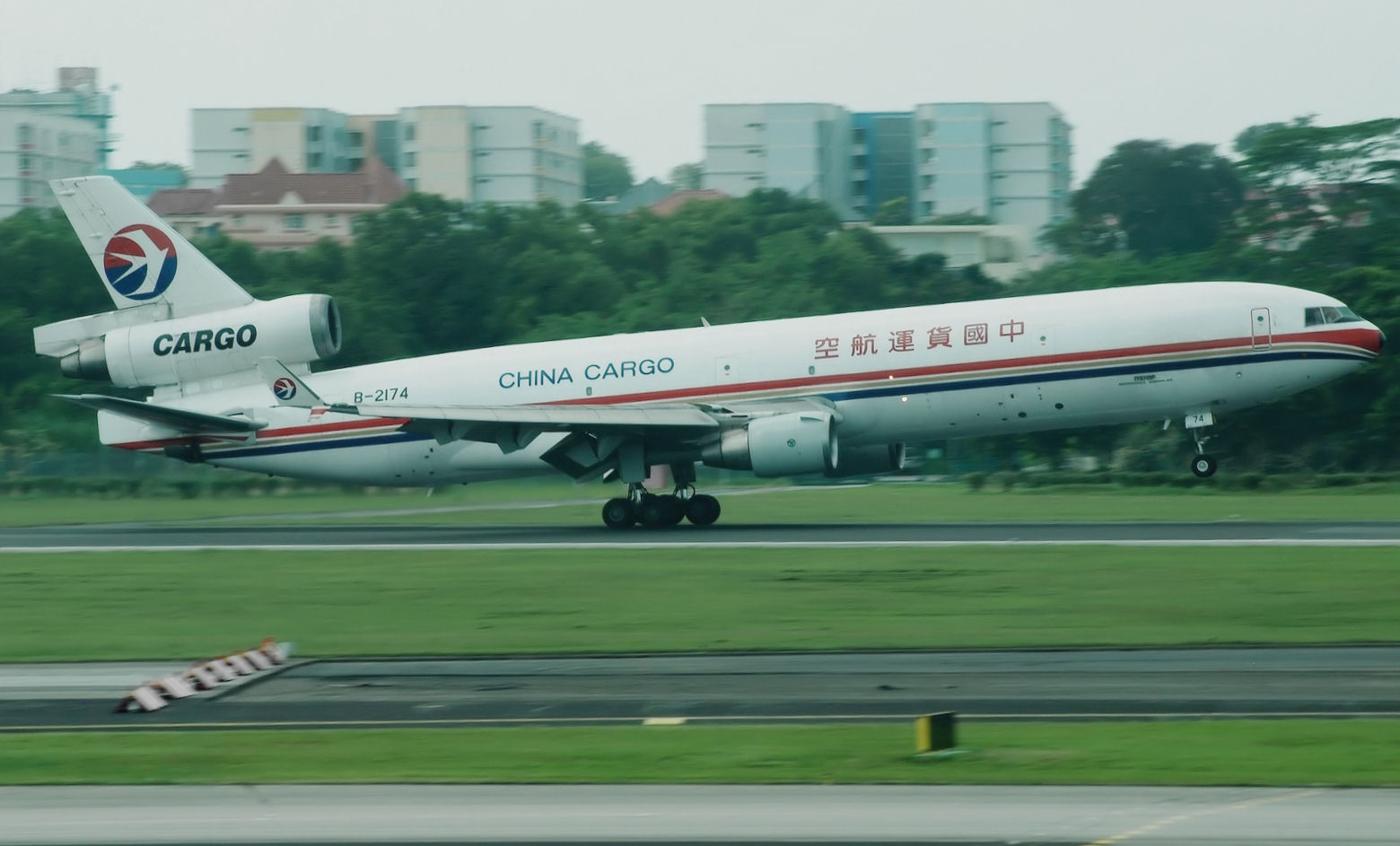
중국화물항공의 맥도넬더글러스 MD-11F
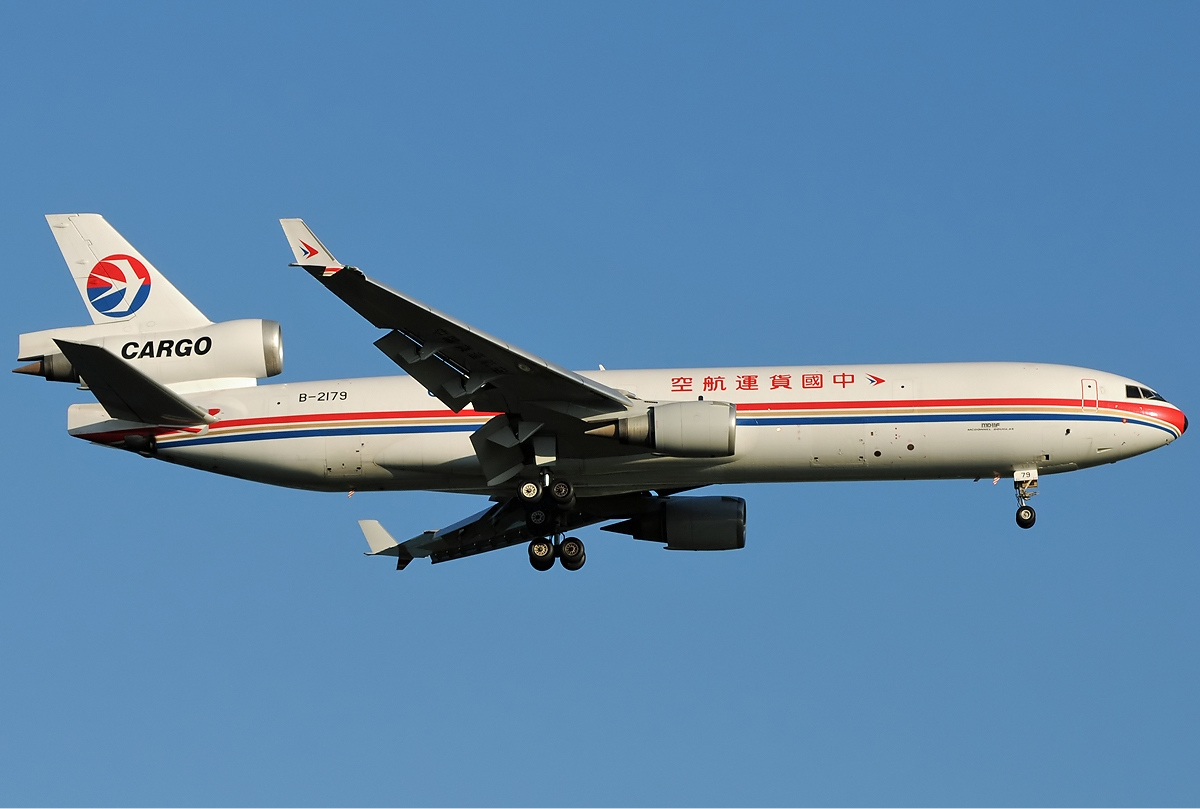
중국화물항공의 맥도넬더글러스 MD-11F
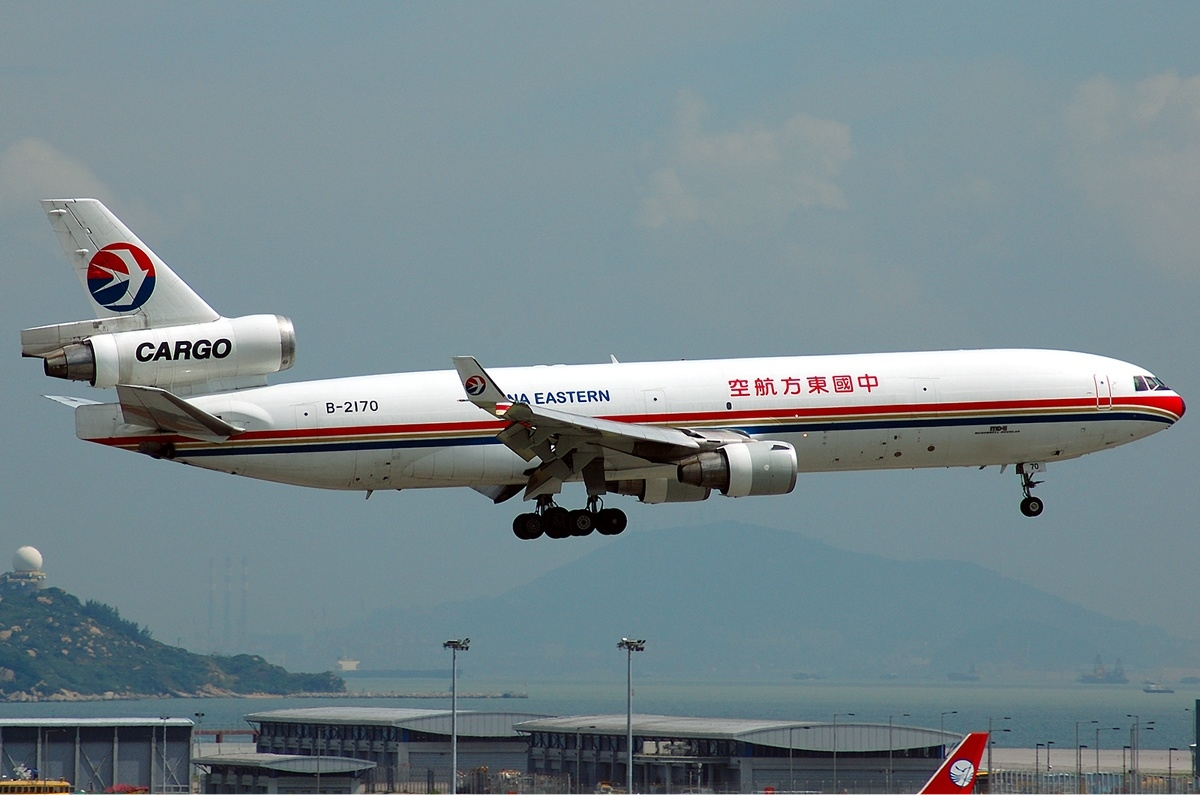
중국화물항공의 맥도넬더글러스 MD-11F

## 같이 보기
- 중국동방항공
- 만리장성항공
- 상하이 항공 카고